# Käthe Rieck
Käthe Rieck (* 17. Februar 1902 in Rostock; † 23. August 2004) war eine deutsche Museumsdirektorin.

## Leben
Käthe Rieck interessierte sich bereits mit zwölf Jahren für die Exponate des zur damaligen Zeit noch im Stralsunder Rathaus untergebrachten Provinzialmuseums für Neuvorpommern und Rügen. Sie war 1914 mit ihren Eltern von Rostock nach Stralsund gezogen. 1921 begann sie eine Tätigkeit als Assistentin des seit 1919 als Direktor des Museums tätigen Fritz Adler. Nach dem Umzug des Museumsbestandes in das ehemalige Katharinenkloster im Jahr 1924 wurde sie mit dem Inventarisieren und Katalogisieren von Exponaten betraut und sorgte für die Restaurierung einzelner Ausstellungsgegenstände des Museums. Sie organisierte verschiedene Ausstellungen.
Während des Zweiten Weltkrieges war sie 1942 an der Auslagerung von Exponaten in ländliche Orte beteiligt. Man befürchtete nach den Luftangriffen auf Lübeck und Rostock auch Angriffe auf Stralsund. Bis August 1944 nahm sie regelmäßig Kontrollen der ausgelagerten Gegenstände vor; in diesem Monat wurde Rieck zusammen mit den anderen weiblichen Helferinnen des Museums zum „Osteinsatz“ berufen. 
Nach dem Zweiten Weltkrieg war sie an der Rückführung der Kunstschätze in das Museum beteiligt. So identifizierte sie den Hiddenseer Goldschmuck und sorgte dafür, dass die Stralsunder Stellwagen-Orgel wieder in die Marienkirche gebracht wurde.
Von 1950 bis 1962 war Käthe Rieck die Leiterin des Kulturhistorischen Museums. Unter ihrer Leitung wurde das Museum weiter ausgebaut.
Sie gehörte zu den Initiatoren des „Greifswald-Stralsunder Jahrbuches“ und war in der Denkmalpflege ihrer Heimatstadt engagiert.
Käthe Rieck wurde am 14. Dezember 1996 von der Hansestadt Stralsund zur Stralsunder Ehrenbürgerin ernannt.